# Elke Vanhoof
Elke Vanhoof (Mol, 16 de diciembre de 1991) es una deportista belga que compite en ciclismo en la modalidad de BMX.
Ganó cuatro medallas en el Campeonato Europeo de Ciclismo BMX entre los años 2013 y 2022.
Participó en dos Juegos Olímpicos de Verano, en los años 2016 y 2020, ocupando el sexto lugar en Río de Janeiro 2016.

## Palmarés internacional
| Campeonato Europeo | Campeonato Europeo | Campeonato Europeo | Campeonato Europeo |
| Año                | Lugar              | Medalla            | Competición        |
| ------------------ | ------------------ | ------------------ | ------------------ |
| 2013               | Dessel (Bélgica)   | Medalla de bronce  | Carrera            |
| 2015               | Erp (Países Bajos) | Medalla de oro     | Carrera            |
| 2017               | Burdeos (Francia)  | Medalla de plata   | Carrera            |
| 2022               | Dessel (Bélgica)   | Medalla de plata   | Carrera            |